# José Noja
José Noja (Aracena, 7 januari 1938 – Madrid, 5 juli 2023) was een Spaanse beeldhouwer.

## Leven en werk
José Noja Ortega (ook bekend als Pepe Noja) werd van 1957 tot 1960 opgeleid tot piloot aan de Escuela del Aire. Vanaf 1960 kwam hij als piloot in dienst van de Nederlandse luchtvaartmaatschappij KLM, waar hij tot 1963 werkzaam was. Daarnaast ging zijn belangstelling sinds 1955 uit naar het kunstenaarschap en had hij tussen 1955 en 1958 al exposities in Madrid (Paseo del Prado en Sala de Exposiciones de la Feria del Campo) en Amsterdam. Na 1960 stelde hij in vele landen in Europa tentoon, zoals Engeland, Duitsland, Zweden, België, Frankrijk, Italië en Portugal. In 1970 exposeerde hij in New York.
Aanvankelijk was Noja werkzaam als schilder, maar zijn roeping lag bij het monumentale beeldhouwwerk voor de openbare ruimte. Hij werd op dit terrein een van de belangrijkste Spaanse beeldhouwers. In zijn vroege beeldhouwwerk was de invloed zichtbaar van Pablo Serrano Aguilar, zoals in de sculptuur Monumento a Francisco Largo Caballero (1985) in Madrid. Zijn latere werken staan onder invloed van het geometrisch constructivisme: met name de cilindrische vorm. In het meest recente werk is het gebruikte materiaal vooral roestvast staal en in mindere mate cortenstaal.
Noja was een groot promotor van beeldenparken in de publieke ruimte, het Museo de Escultura al Aire Libre, en heeft tot de stichting van diverse parken al het initiatief genomen. Het grootste nog te stichten park wordt aangelegd naar het voorbeeld van het beeldenpark van het Kröller-Müller Museum in Otterlo en het beeldenpark van de Openluchtmuseum voor beeldhouwkunst Middelheim in Antwerpen, zowel qua formaat als qua stijl. Dit nieuwe beeldenpark, het Parque Escultórico de la Vega, komt in Laviana in de regio Asturië. Het park zal 60 werken tellen van Noja zelf, 40 sculpturen zullen van Spaanse kunstenaars zijn en 27 werken zullen de internationale beeldhouwkunst representeren.

## Werken (selectie)
- Monumento a la Constitución (1983), Vitoria-Gasteiz
- Francisco Largo Caballero (1985), Madrid
- Monumento al Minero (1986), Puertollano
- Asturias (1991), Oviedo
- Monumento a Pablo Iglesias, Parque Central in Leganés
- Monumento Derechos Humanos (1998), Avenida de Juan Carlos I in Leganés
- Solidaridad (1999), Parque de El Rinconía in Gijón
- Homenaje al Milenio (1999/2000), Plaza del Milenio in Leganés
- Stella (2000), beeldenpark Museo de Escultura de Leganés in Leganés
- Tolerancia (2005), Puerto de Sagunto in Sagunto
- Monumento a los Republicanos (2009), Cementerio del Este in Madrid

## Collecties
- Museo de Escultura al Aire Libre de Aracena in Aracena (1985)
- Museo de Arte Contemporáneo V Centenario, Huelva (1991)
- Museo de Escultura al Aire Libre de Alcalá de Henares in Alcalá de Henares (1993),
- Museo de Escultura al Aire Libre de Cáceres, Cáceres (1997)
- Museo de Esculturas, Santurce (2003).

## Fotogalerij

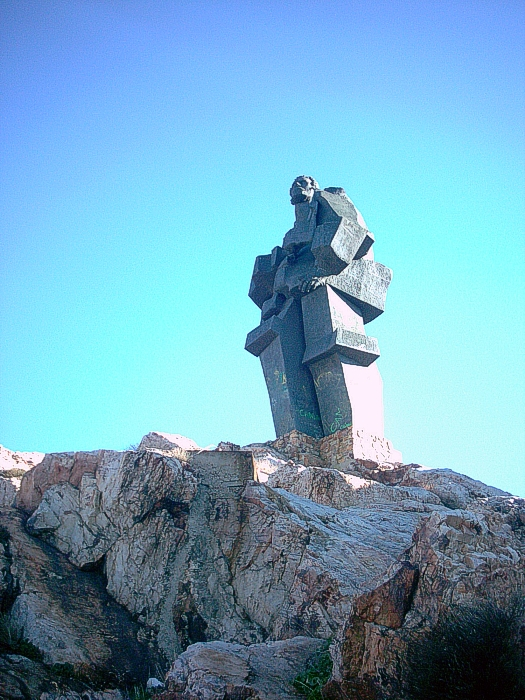
Monumento al Minero, sculptuur van 17 m hoog in Puertollano
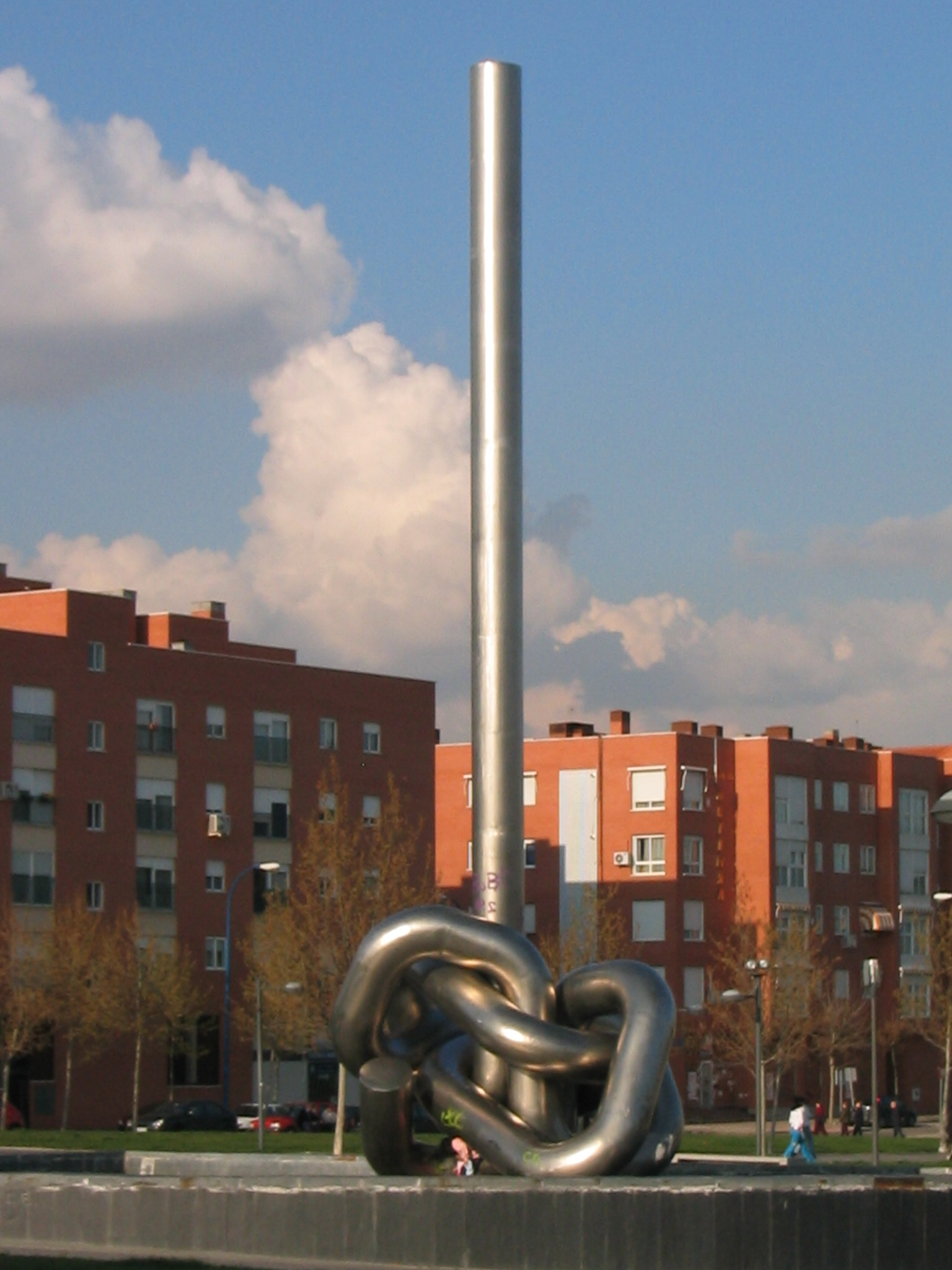
Monumento al Milenia in Leganés
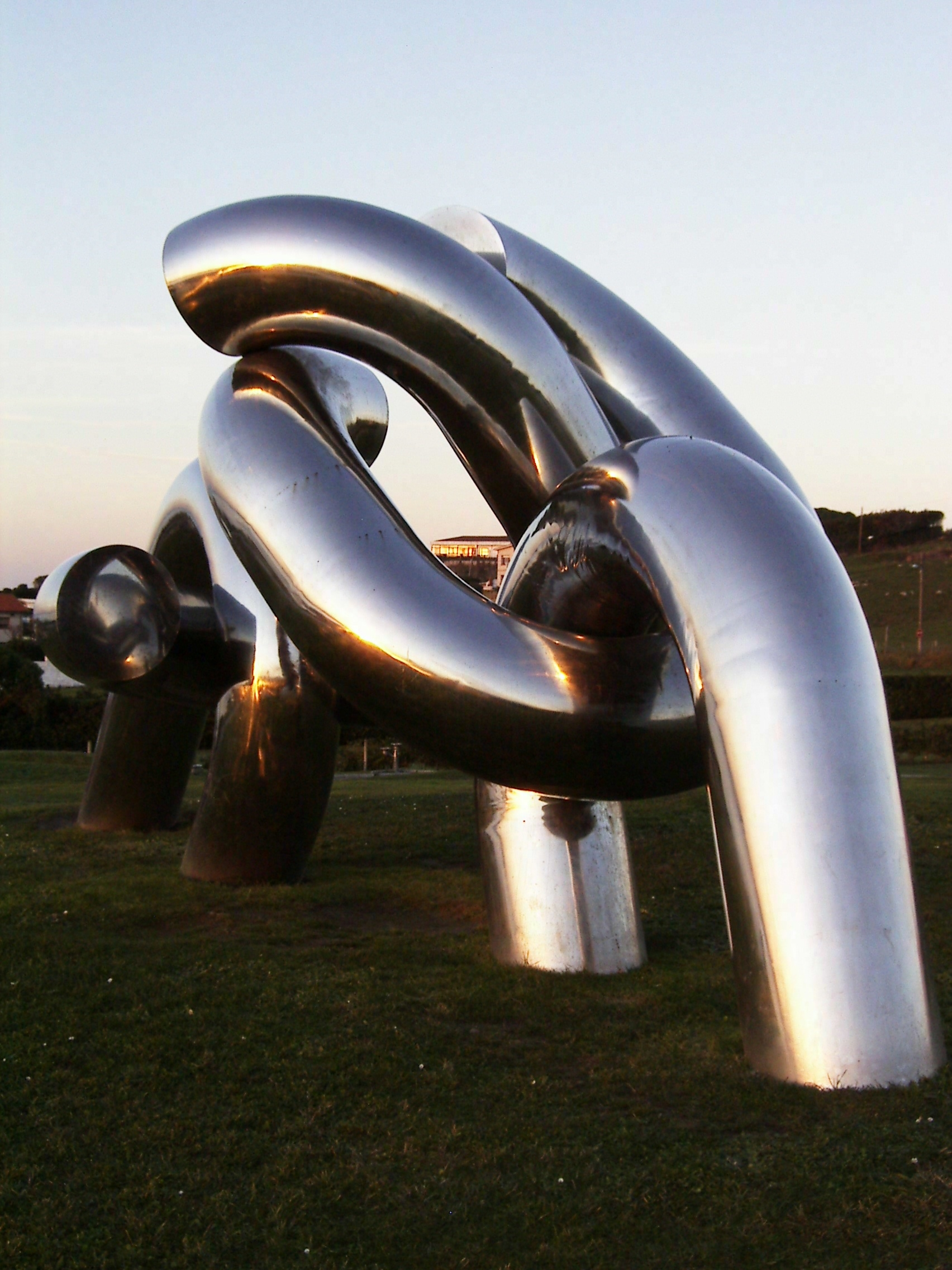
Solidaridad in Gijón
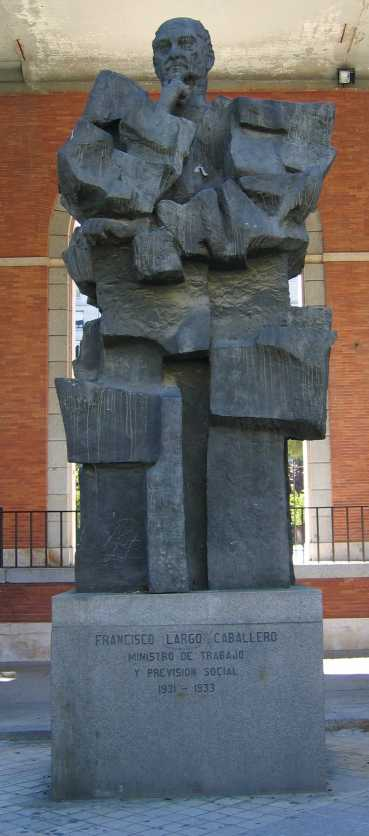
Francisco Largo Caballero in Madrid